# Collège d'Espagne
 (mars 2020).
Le contenu est difficilement compréhensible vu les erreurs de traduction, qui sont peut-être dues à l'utilisation d'un logiciel de traduction automatique.
Le Collège d'Espagne à Paris est une institution dépendante du Secrétariat Général d'Universités du Ministère de Science, Innovation et Universités de l'Espagne. 
Il est situé dans l'enceinte de la Cité Universitaire Internationale, dans le XIVe arrondissement de Paris, face au parc Montsouris. Il sert de lieu de diffusion de la science, de l'art et la culture espagnols et à promouvoir les relations d'échanges internationaux. Il est également une résidence pour les étudiants, artistes et chercheurs. 
Il a été le prolongement à l'étranger de la Résidence d'Étudiants de Madrid. L'architecte du bâtiment a été Modeste López Otero, qui lui a imprimé un style nationaliste, inspiré notamment du Monastère de l'Escorial et du Palais de Monterrey de Salamanque. Le bâtiment a ouvert ses portes en avril 1935. Après les évènements de mai 1968, le Collège est fermé par le gouvernement franquiste. Il ne rouvrira ses portes qu'en 1987.

## Le bâtiment
Le bâtiment a un style historiciste (comme la majeure partie des autres collèges de la Cité). Ses lignes très pures rappellent celles suivies par Juan de Herrera dans le Monastère de l'Escorial ou par Rodrigo Gil de Hontañón dans le Palais de Monterrey de Salamanque. Il a un plan en H, avec quatre tours, très similaires à celles du bâtiment des Archives des Indes de Séville. La façade principale est parcourue par les douze boucliers de douze universités espagnoles classiques.

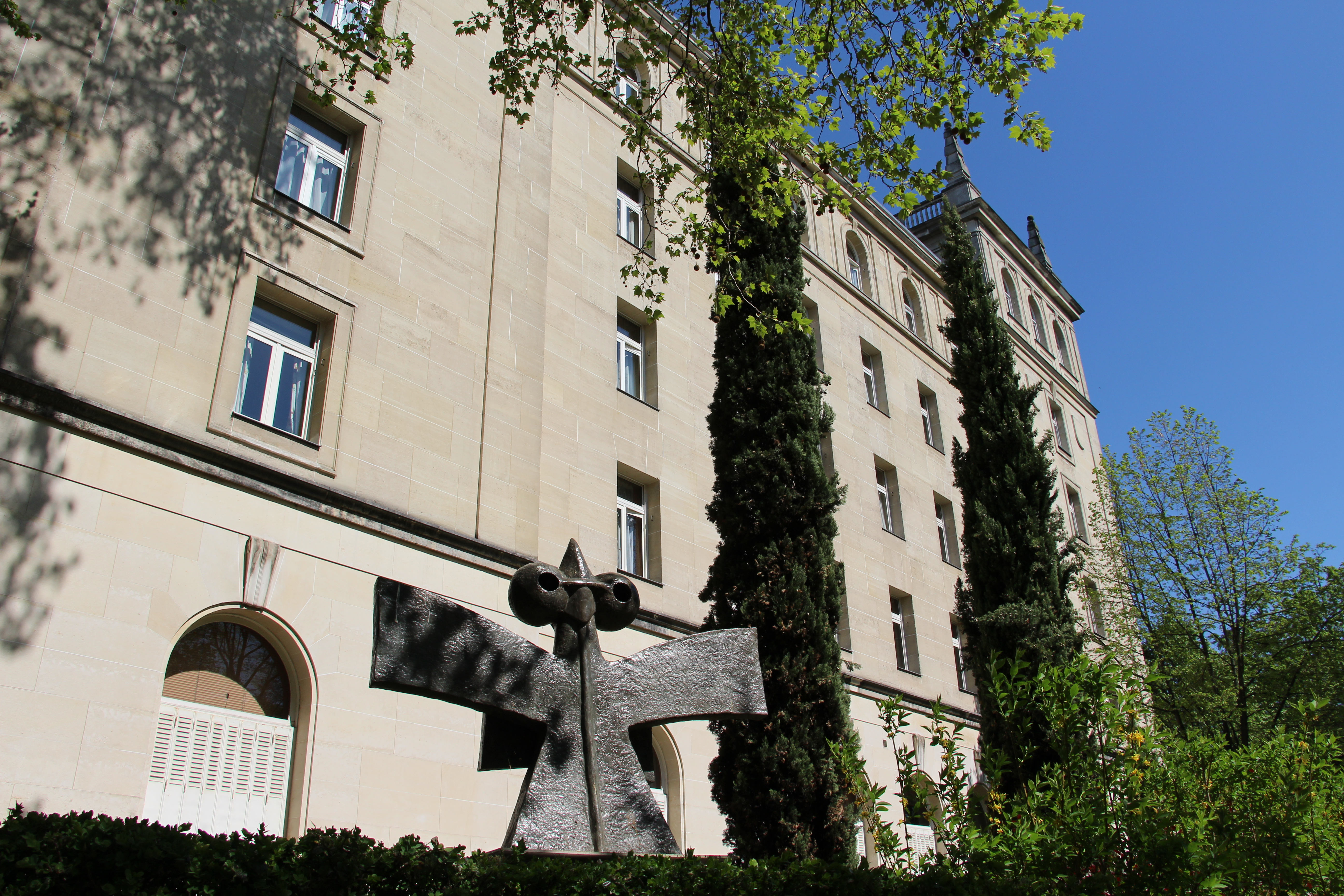
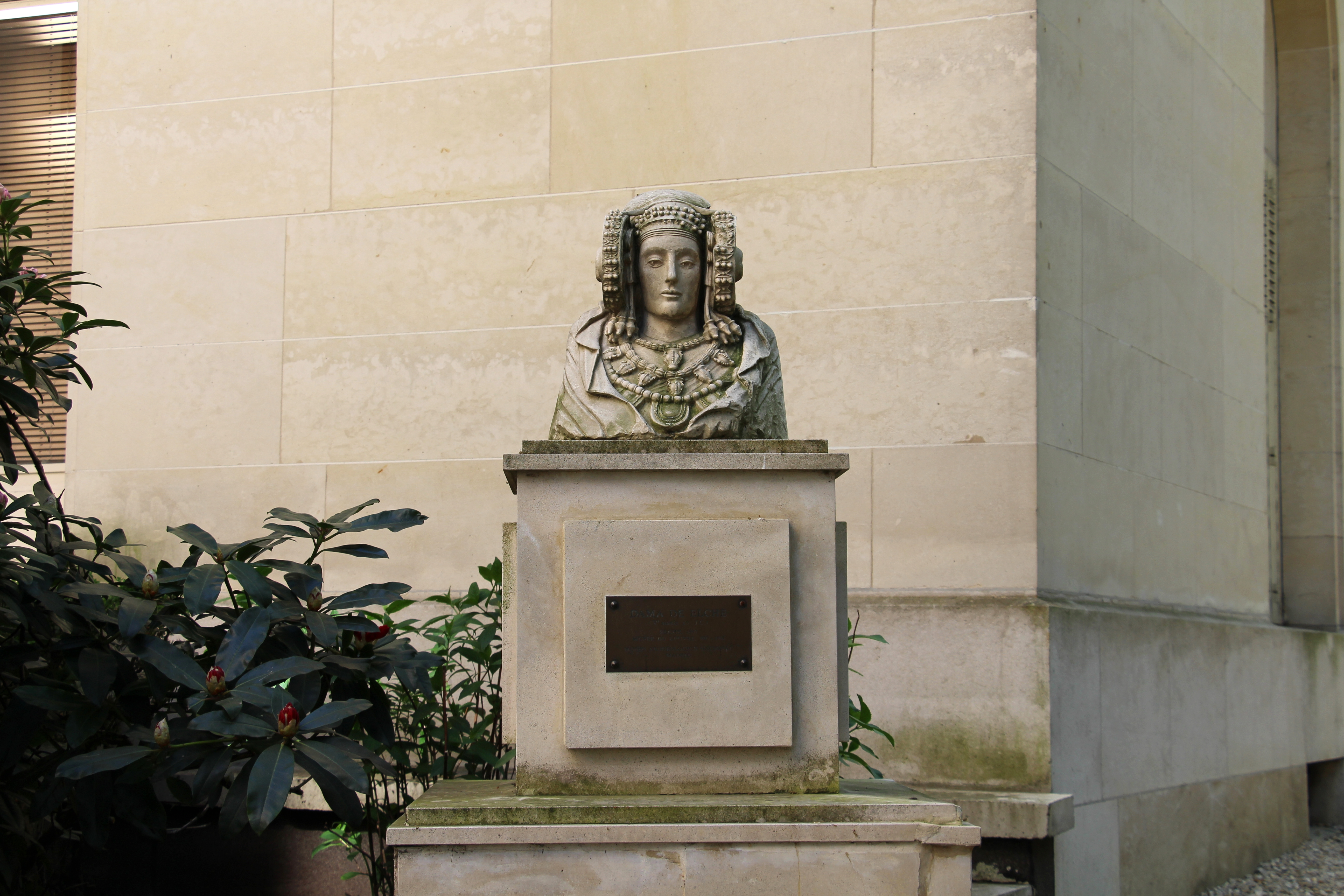
Sculpture de la Dame d'Elche
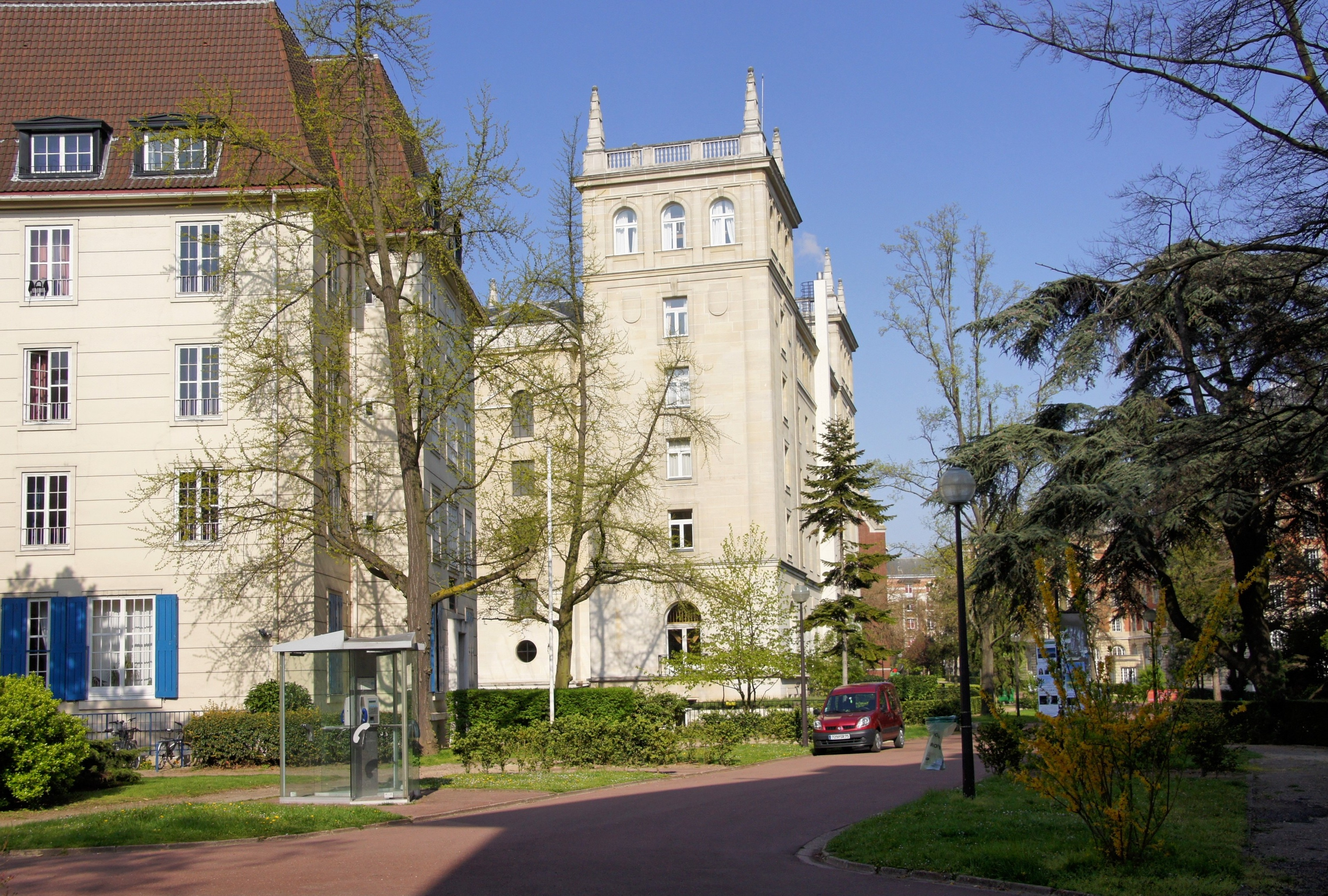

## Personnages célèbres
Pendant la Guerre civile espagnole il a été converti en un lieu d'accueil temporel pour des intellectuels comme Pio Baroja, Blas Cabrera ou Azorín.
José María Maravall, qui fut le ministre de l'Éducation qui a rouvert le Centre en 1987, y avait auparavant résidé lorsque son père, José Antonio Maravall, y était directeur entre 1949 et 1954.

## Étudiants célèbres
- Fernando Arrabal
- Américo Castro
- Luis Cernuda
- Ramón Chao
- Eduardo Chillida
- Ernest Lluch
- Severo Ochoa
- José Peris Lacasa
- Josep Puig i Cadafalch
- Joaquín Puig Manera
- Lluís Sumells Panadè
- Antoni Tàpies
- Narciso Yepes
- Xavier Zubiri
- Joseba Torre Alonso

## Liste d'artistes qui ont exposé dans le Collège d'Espagne (par ordre alphabétique)
A
- Rafael Álvarez Ortega, 1952

B
- Doro Balaguer, 1958
- Francisco Bores, 1935

C
- Vicente Castellano, 1957
- Federico Castellón, 1935
- Eduardo Chillida, 1950

D
- Rafa de Corral, 1999
- Salvador Dalí, 1935

E
- Godofredo Edo, 1959

F
- Francisco Farreras, 1959

G
- Pablo Gargallo, 1935
- Julio González, 1935
- Juan Gris, 1935
- Josep Guinovart, 1954

H
- Manuel Hernández Mompó, 1951
- Joan Hernández Pijuan, 1959

I
- Camilo Isaza Torres, 1952

L
- José Lloveras

M
- Ricardo Macarrón, 1949.
- Cirilo Martínez Novillo, 1952
- Rafael Merlo Rico, 1946
- Joan Miró, 1935
- Lucio Muñoz, 1956.

N
- Ignacio Nieves Beltrán, 1951

0
- Jesús Olasagasti, 1935
- Agustín Olguera, 1934

P
- Pablo Palazuelo, 1954
- Pablo Picasso, 1935
- August Puig, 1957

Q
- Leonci Quera Tisner, 1956

R
- Albert Ràfols-Casamada, 1950
- Juli Ramis i Palau, 1952
- Manuel Ramos, 2018

S
- Antonio Saura, 1954
- Eusebio Sempere, 1948, 1958
- Gianfranco Spada, 2016

T
- Antoni Tàpies, 1950

U
- Joxe Ulibarrena, 1951

V
- Salvador Victoria, 1958